# 青森県中学校の廃校一覧
青森県中学校の廃校一覧（あおもりけんちゅうがっこうのはいこういちらん）は、青森県の廃校となった中学校の一覧。対象となるのは学制改革（1947年）以降に廃校となった中学校と分校である。名称は廃校当時のもの。廃校時に属していた自治体が合併により消滅している場合は現行の自治体に含める。また現在休校中の学校は公式には存続していることとなっているが、休校中の学校は事実上廃校となっている場合が多いため、便宜上本項に記載する。

## 東青地域県民局

### 青森市
- 青森市立高田中学校（2011年青森市立荒川中学校へ統合）[1]
- 青森市立浅虫中学校〈2代目〉（2014年青森市立東中学校へ統合）[2]

青森市〈旧〉（2005年・青森市を新設）
- 青森市立高田中学校大谷分校（1964年）
- 青森市立新城中学校二葉分校（1967年）[3]
- 青森市立原別中学校（1970年統合により東中へ）[2]
- 青森市立東岳中学校（同上）[2]
- 青森市立野内中学校（同上）[2]
- 青森市立野脇中学校（1970年第一中と統合し青森市立南中学校へ）[4]
- 青森市立第一中学校（1970年野脇中と統合し南中へ）[4]
- 青森市立孫内中学校（1973年青森市立新城中学校へ統合）
- 青森市立田代平中学校（1969年筒井中田代平分校から独立、1980年廃校[5]）
- 青森市立奥内中学校（1985年後潟中と統合し青森市立北中学校へ）[6][注釈 1]
- 青森市立後潟中学校（1985年奥内中と統合し北中へ）[6]
- 青森市立岩渡中学校（1987年休校、1988年3月22日廃校[5]）

浪岡町（2005年・青森市を新設）
- 浪岡町立女鹿沢中学校[5]（1976年統合により青森市立浪岡中学校〈当時：浪岡町立〉へ）[注釈 2]
- 浪岡町立野沢中学校[5]（同上）
- 浪岡町立大杉中学校[5]（同上）
- 浪岡町立五郷中学校[5]（同上）
- 浪岡町立細野中学校[5]（同上）

荒川村（1955年・青森市に編入）
- 荒川村立金浜中学校（1949年荒川中へ統合）[6]

高田村（1955年・青森市に編入）
- 高田村立中野坂中学校（1948年11月5日高田中へ統合）[7]

奥内村（1955年・青森市に編入）
- 奥内村立西田沢中学校（1953年奥内中へ統合）[6]

野内村（1962年・青森市に編入）
- 野内村立浅虫中学校〈初代〉（1951年久栗坂中と統合し浅虫中へ〈2代目〉へ）[6]
- 野内村立久栗坂中学校（1951年浅虫中〈初代〉と統合し浅虫中へ〈2代目〉へ）[6]

### 東津軽郡

#### 平内町
- 平内町立小湊中学校（2023年統合により平内町立平内中学校へ[8]）
- 平内町立東平内中学校（同上[8]）
- 平内町立西平内中学校（同上[8]）

#### 今別町
- 今別町立奥平部中学校（1950年袰月中へ統合）[9]
- 今別町立第一一本木中学校（1956年今別町立今別中学校へ統合）[9]
- 今別町立袰月中学校（1994年今別中へ統合）[9]

#### 外ヶ浜町
- 外ヶ浜町立平舘中学校〈2代目〉（2019年外ヶ浜町立蟹田中学校へ統合）[10]

蟹田町（2005年・外ヶ浜町を新設）
- 蟹田町立蟹田中学校〈旧〉（1964年小国中と統合し蟹田中〈新〉へ）[10]
- 蟹田町立小国中学校（1964年蟹田中〈旧〉と統合し蟹田中〈新〉へ）[10]

平舘村（2005年・外ヶ浜町を新設）
- 平舘村立平舘中学校〈初代〉（1996年石浜中と統合し平舘中〈2代目〉へ）[11]
- 平舘村立石浜中学校（1996年平舘中〈初代〉と統合し平舘中〈2代目〉へ）[11]

## 中南地域県民局

### 弘前市
弘前市〈旧〉（2006年・弘前市を新設）
- 弘前市立豊田中学校（1966年堀越中と統合し弘前市立第五中学校へ）[12]
- 弘前市立堀越中学校（1966年豊田中と統合し第五中へ）[12]
- 弘前市立草薙中学校（1982年修斉中と統合し弘前市立裾野中学校へ）[13]
- 弘前市立修斉中学校（1982年草薙中と統合し裾野中へ）[13]

岩木町（2006年・弘前市を新設）
- 岩木町立駒越中学校（1975年津軽中へ統合）

岩木村（1961年・岩木町に改称、2006年・弘前市を新設）
- 岩木村立岩木中学校（1949年統合により弘前市立津軽中学校〈当時：学校組合立〉へ）[注釈 3]

大浦村（1955年・岩木村を新設）
- 大浦村立大浦中学校（同上）

駒越村（1955年・岩木村を新設）
- 駒越村立鳥井野中学校（同上）

### 黒石市
- 黒石市立浅瀬石中学校（1962年黒石中〈初代〉へ統合）
- 黒石市立厚目内中学校（2008年東英中へ統合）[14]
- 黒石市立黒石中学校〈初代〉（2017年統合により黒石市立黒石中学校〈2代目〉へ）[14]
- 黒石市立東英中学校（同上）[14]
- 黒石市立六郷中学校（同上）[14]

### 平川市
- 平川市立小国中学校（2011年平川市立平賀東中学校へ統合）[15]
- 平川市立葛川中学校（2014年平川市立尾上中学校へ統合）[15]

平賀町（2006年・平川市を新設）
- 平賀町立竹館中学校（1957年統合により平賀東中へ）[16]
- 平賀町立町居中学校（同上）[16]
- 平賀町立新屋中学校（同上）[16]
- 平賀町立柏木中学校（1965年大光寺中と統合し平川市立平賀西中学校〈当時：平賀町立〉へ）[15]
- 平賀町立大木平中学校善光寺平分校（1973年葛川中へ統合）[17]
- 平賀町立大木平中学校（1975年葛川中へ統合）[17]
- 平賀町立大光寺中学校（1965年柏木中と統合し平賀西中へ）[15]

尾上町（2006年・平川市を新設）
- 尾上町立尾上中学校〈旧〉（1962年猿賀中と統合し尾上中〈新〉東校舎となり、1964年4月11日完全統合）[15]
- 尾上町立猿賀中学校（1962年尾上中〈旧〉と統合し尾上中〈新〉西校舎となり、1964年4月11日完全統合）[15]

碇ヶ関村（2006年・平川市を新設）
- 碇ヶ関村立民部平中学校（1952年碇ヶ関中民部平分校から独立、1971年平川市立碇ヶ関中学校〈当時：碇ヶ関村立〉へ統合）[15]

### 中津軽郡

#### 西目屋村
- 西目屋村立砂子瀬中学校（1972年西目屋中へ統合）[18]
- 西目屋村立西目屋中学校（2015年弘前市立東目屋中学校へ統合）[19]

### 南津軽郡

#### 藤崎町
藤崎町〈旧〉（2005年・藤崎町を新設）
- 藤崎町立十二里中学校（1959年藤崎町立藤崎中学校北校舎となり、1961年完全統合）[注釈 4]

常盤村（2005年・藤崎町を新設）
- 常盤村立若松中学校（1949年藤崎町立明徳中学校〈当時：常盤村・富木舘村組合〉へ統合）[20]
- 常盤村立福島中学校（同上）[20]

富木舘村（1954年・常盤村を新設）
- 富木舘村立育英中学校（同上）[20]
- 富木舘村立福舘中学校（同上）[20]

#### 田舎館村
- 田舎館村立田舎館中学校〈旧〉（1960年田舎館村立田舎館中学校〈新〉南校舎となり、1966年10月8日完全統合）[注釈 5]
- 田舎館村立光田寺中学校（1960年田舎館中〈新〉北校舎となり、1966年10月8日完全統合）

## 西北地域県民局

### 五所川原市
- 五所川原市立金木南中学校（2011年五所川原市立金木中学校へ統合）[21]

五所川原市〈旧〉（2005年・五所川原市を新設）
- 五所川原市立五所川原中学校（1965年松島中と統合し五所川原市立五所川原第一中学校へ）[注釈 6]
- 五所川原市立松島中学校（1965年五所川原中と統合し五所川原第一中へ）
- 五所川原市立嘉瀬中学校（1965年金木南中嘉瀬校舎となり、1966年7月28日完全統合）
- 五所川原市立喜良市中学校（1965年金木南中喜良市校舎となり、1966年7月28日完全統合）
- 五所川原市立長橋中学校（1972年五所川原市立五所川原第二中学校長橋本校となり、1974年完全統合）[注釈 7]
- 五所川原市立七和中学校（1972年五所川原第二中七和分校となり、1974年完全統合）
- 五所川原市立飯詰中学校（1984年中川中と統合し五所川原市立五所川原第四中学校へ）[注釈 8]
- 五所川原市立中川中学校（1984年飯詰中と統合し五所川原第四中へ）
- 五所川原市立三好中学校（2004年五所川原第一中へ統合）[22]

金木町（2005年・五所川原市を新設）
- 金木町立嘉瀬中学校（1965年統合により五所川原立金木南中学校〈当時:金木町立〉へ）[23]
- 金木町立喜良市中学校（同上）[23]

市浦村（2005年・五所川原市を新設）
- 市浦村立相内中学校（1969年統合により五所川原市立市浦中学校〈当時：市浦村立〉相内校舎となり[24]、1970年完全統合）
- 市浦村立十三中学校（1969年市浦中十三校舎となり[24]、1970年完全統合）
- 市浦村立脇元中学校（1969年市浦中脇元校舎となり[24]、1970年完全統合）

### つがる市
- つがる市立木造中学校〈初代〉（2008年統合によりつがる市立木造中学校〈2代目〉へ）[25]
- つがる市立木造西中学校（同上）[25]
- つがる市立館岡中学校（同上）[25]

柏村（2005年・つがる市を新設）
- 柏村立柏第一中学校（1949年柏第二中と統合しつがる市立柏中学校〈当時：柏村立〉へ）[注釈 9]
- 柏村立柏第二中学校（1949年柏第一中と統合し柏中へ）

車力村（2005年・つがる市を新設）
- 車力村立車力中学校〈旧〉（1964年統合によりつがる市立車力中学校〈当時：車力村立〉車力校舎となり、1965年現校舎へ移転）[注釈 10]
- 車力村立牛潟中学校（1952年車力中〈旧〉牛潟分校から独立、1964年車力中〈新〉牛潟校舎となり、1966年完全統合）
- 車力村立富萢中学校（1952年車力中〈旧〉富萢分校から独立、1964年車力中〈新〉富萢分校となり、1967年完全統合）

木造町（2005年・つがる市を新設）
- 木造町立出来島中学校（1966年統合により木造西中へ）[25]
- 木造町立吹原中学校（同上）[25]
- 木造町立越水中学校（同上）[25]
- 木造町立下福原中学校（同上）[25]
- 木造町立出精中学校（1972年木造中〈初代〉へ統合）[25]
- 木造町立柴田中学校（同上）[25]
- 木造町立川除中学校（同上）[25]

稲垣村（2005年・つがる市を新設）
- 稲垣村立稲垣第二中学校（1975年つがる市立稲垣中学校〈当時：稲垣村立〉へ統合）[注釈 11]

### 西津軽郡

#### 鰺ヶ沢町
- 鰺ヶ沢町立舞戸中学校（1970年鰺ヶ沢第一中[26]舞戸校舎[27]となり、1972年完全統合[28]）
- 鰺ヶ沢町立中村中学校（1970年鰺ヶ沢第一中[26]中村校舎[27]となり、1972年完全統合[28]）
- 鰺ヶ沢町立芦萢中学校（1970年鰺ヶ沢第一中[26]芦萢校舎[27]となり、1972年完全統合[28]）
- 鰺ヶ沢町立鳴沢中学校（1970年鰺ヶ沢第一中[26]鳴沢校舎[27]となり、1972年完全統合[28]）
- 鰺ヶ沢町立長平中学校（1970年鰺ヶ沢第一中[26]長平校舎[27]となり、1972年完全統合[28]）
- 鰺ヶ沢町立芦萢中学校第二松代分校（1970年鰺ヶ沢第一中第二松代分校[27]となり、1977年廃校）
- 鰺ヶ沢町立鰺ヶ沢中学校〈旧〉（1977年統合により鰺ヶ沢第二中へ）[26]
- 鰺ヶ沢町立赤石中学校（同上）[26]
- 鰺ヶ沢町立南金沢中学校（同上）[26]
- 鰺ヶ沢町立鰺ヶ沢第一中学校（2011年鰺ヶ沢第二中と統合し鰺ヶ沢町立鰺ヶ沢中学校〈新〉へ）[26]
- 鰺ヶ沢町立鰺ヶ沢第二中学校（2011年鰺ヶ沢第一中と統合し鰺ヶ沢中〈新〉へ）[26]

#### 深浦町
- 深浦町立岩崎中学校（2022年深浦中へ統合）[29]

深浦町〈旧〉（2005年・深浦町を新設）
- 深浦町立深浦中学校追良瀬分校（1951年）[注釈 12]
- 深浦町立艫作中学校（1956年深浦中艫作分校から独立するも、1961年深浦中へ統合）
- 深浦町立驫木中学校（1962年深浦中へ統合）
- 深浦町立風合瀬中学校（1965年深浦中へ統合）
- 深浦町立深浦中学校松原分校（1970年）
- 深浦町立長慶平中学校（2002年[30]）

### 北津軽郡

#### 板柳町
- 板柳町立板柳中学校〈旧〉（1965年統合により板柳町立板柳中学校〈新〉へ）[注釈 13]
- 板柳町立畑岡中学校（同上）[31]
- 板柳町立小阿弥中学校（同上）[31]
- 板柳町立沿川中学校（同上）[31]

#### 鶴田町
- 鶴田町立鶴田中学校〈旧〉（1970年統合により鶴田町立鶴田中学校〈新〉へ）[32][注釈 14]
- 鶴田町立六郷中学校（同上）[32]
- 鶴田町立梅沢中学校（同上）[32]
- 鶴田町立水元中学校（同上）[32]

中里町（2005年・中泊町を新設）
- 中里町立中里中学校〈旧〉（1989年統合により中泊町立中里中学校〈当時：中里町立〉へ）[34]
- 中里町立武田中学校（同上）[34]
- 中里町立内潟中学校（同上）[34]

## 下北地域県民局

### むつ市
- むつ市立大室平小中学校（1999年むつ市立近川中学校へ統合）
- むつ市立角違小中学校（2008年むつ市立大湊中学校へ統合）[35]

川内町（2005年・むつ市に編入）

※川内町における中学校の分校化、独立、統廃合
- 川内町立銀杏木小中学校（1965年小倉平小中と統合し第二川内小中へ）[36][37]
- 川内町立小倉平小中学校（1965年銀杏木小中と統合し第二川内小中へ）[36][37]
- 川内町立第一川内中学校（1980年統合により川内中に名称復帰、条例上等では廃校扱いでも実質上の存続校）[38]
- 川内町立戸沢中学校（1980年川内中へ統合）[38]
- 川内町立宿野部中学校（同上）[38]
- 川内町立蛎崎中学校（同上）[38]
- 川内町立第二川内中学校（同上）[38]
- 川内町立野平中学校（1981年休校、1982年廃校、便宜上、川内中へ統合）[38]
- 川内町立畑中学校（1999年川内中へ統合）[38]

脇野沢村（2005年・むつ市に編入）
- 脇野沢村立小沢中学校（1981年脇野沢中へ統合）[39]
- 脇野沢村立滝山中学校（同上）[39]
- 脇野沢村立九艘泊中学校（同上）[39]

大畑町（2005年・むつ市に編入）
- 大畑町立大畑中学校〈旧〉（1976年統合によりむつ市立大畑中学校〈当時：大畑町立〉へ）[40]
- 大畑町立正津川中学校（同上）[40]
- 大畑町立佐助川中学校（同上）[40]

### 下北郡

#### 大間町
- 大間町立奥戸中学校（2021年大間町立大間中学校へ統合）[41]

#### 東通村
- 東通村立南部中学校老部分校（1952年12月1日）[42]
- 東通村立石持中学校〈旧〉（1974年鹿橋中と統合し東通村立石持中学校〈新〉へ）[42]
- 東通村立鹿橋中学校（1974年石持中〈旧〉と統合し石持中〈新〉へ）[42]
- 東通村立田代中学校（1996年）[42]
- 東通村立石上中学校（2005年）[42]
- 東通村立砂子又中学校（2005年）[42]
- 東通村立北部中学校（2008年統合により東通村立東通中学校へ）[42]
- 東通村立小田野沢中学校（同上）[42]
- 東通村立南部中学校（同上）[42]

#### 風間浦村
- 風間浦村立易国間中学校（1986年風間浦村立風間浦中学校開校に伴い廃校）[43]
- 風間浦村立蛇浦中学校（同上）[43]
- 風間浦村立下風呂中学校（1989年[44]）

#### 佐井村
- 佐井村立磯谷中学校（2006年佐井村立佐井中学校へ統合）[45]
- 佐井村立長後中学校（同上）[45]
- 佐井村立福浦中学校（2019年[46]）
- 佐井村立牛滝小中学校（2019年休校[47]、2023年小学校のみ再開[48]）

## 上北地域県民局

### 十和田市
十和田市〈旧〉（2005年・十和田市〈新〉を新設）
- 十和田市立洞内中学校（1951年十和田市立大深内中学校開校に伴い廃校）[49]
- 十和田市立上切田中学校[49]（1958年十和田市立切田中学校開校に伴い廃校）
- 十和田市立下切田中学校[49]（同上）
- 十和田市立夏間木中学校（1969年6月1日切田中へ統合）[50]
- 十和田市立奥入瀬小中学校大森分校（1972年）[49]
- 十和田市立法奥小中学校三ツ沢分校（1974年）[49]
- 十和田市立深持中学校（1975年大深内中および十和田市立三本木中学校の一部と統合し十和田市立甲東中学校へ）[49]
- 十和田市立柏中学校（同上）[49]
- 十和田市立南中学校（1981年統合により十和田市立十和田中学校へ）[49]
- 十和田市立藤坂中学校（同上）[49]
- 十和田市立伝法寺中学校（同上）[49]
- 十和田市立米田中学校（1982年統合により十和田市立四和中学校〈新〉へ）[49]
- 十和田市立大不動中学校（同上）[49]
- 十和田市立長下中学校（同上）[49]
- 十和田市立滝沢中学校（同上）[49]

十和田湖町（2005年・十和田市〈新〉を新設）
- 十和田湖町立八渓山中学校（1977年法奥中へ統合）[49]
- 十和田湖町立法奥中学校（1981年沢田中と統合し十和田市立第一中学校〈当時：十和田湖町立〉へ）[51]
- 十和田湖町立沢田中学校（1981年法奥中と統合し第一中へ）[51]
- 十和田湖町立十和田湖中学校〈旧〉（1982年東湖中と統合し十和田市立十和田湖中学校〈当時：十和田湖町立〉へ）[51]
- 十和田湖町立東湖中学校（1982年十和田湖中〈旧〉と統合し十和田湖中〈新〉へ）[51]

### 三沢市
- 三沢市立天ヶ森中学校（2002年[52]三沢市立第三中学校へ統合）[注釈 16]

大三沢町（1958年・三沢市に改称）
- 大三沢町立六川目中学校（1953年統合により第三中へ）
- 大三沢町立織笠中学校（同上）
- 大三沢町立谷地頭中学校（同上）

### 上北郡

#### 東北町
- 東北町立東北中学校〈旧〉（2015年東北東中と統合し東北町立東北中学校〈新〉へ）[53]
- 東北町立東北東中学校（2015年東北中〈旧〉と統合し東北中〈新〉へ）[53]

#### 七戸町
- 七戸町立天間舘中学校（2017年榎林中と統合し七戸町立天間林中学校へ）[54]
- 七戸町立榎林中学校（2017年天間舘中と統合し天間林中へ）[54]

#### 六ヶ所村
- 六ヶ所村立尾駮中学校（1963年鷹架中と統合し六ヶ所村立第一中学校へ）[55]
- 六ヶ所村立鷹架中学校（1963年尾駮中と統合し第一中へ）[55]
- 六ヶ所村立出戸中学校（1964年第一中へ統合）[55]
- 六ヶ所村立二又中学校（同上）[55]
- 六ヶ所村立弥栄平中学校（1970年第一中へ統合）[55]
- 六ヶ所村立倉内中学校（1996年統合により六ヶ所村立第二中学校へ）[56]
- 六ヶ所村立平沼中学校（同上）[56]
- 六ヶ所村立中志中学校（同上）[56]
- 六ヶ所村立戸鎖中学校（2006年第一中へ統合）[55]
- 六ヶ所村立千歳中学校（2020年第二中へ統合）[57]

#### 六戸町
- 六戸町立六戸中学校（2025年六戸町立義務教育学校六戸学園開校に伴い廃校）[58]
- 六戸町立七百中学校 (同上)[58]

## 三八地域県民局

### 八戸市
- 八戸市立美保野中学校（1955年白銀中美保野分校から独立、2013年八戸市立東中学校へ統合）[59]
- 八戸市階上町田代小学校中学校組合立田代小中学校（2017年八戸市立島守中学校へ統合）[60]

市川村（1955年・八戸市に編入）
- 市川村立轟木中学校（1950年多賀中と統合し八戸市立市川中学校〈当時：市川村立〉へ）[61]
- 市川村立多賀中学校（1950年轟木中と統合し市川中へ）[61]

豊崎村（1955年・八戸市に編入）
- 豊崎村立豊崎第一中学校（1950年豊崎第二中と統合し八戸市立豊崎中学校〈当時：豊崎村立〉へ）[62]
- 豊崎村立豊崎第二中学校（1950年豊崎第一中と統合し豊崎中へ）[62]

南郷村（2005年・八戸市に編入）
- 南郷村立増田中学校（2003年[63]八戸市立中沢中学校〈当時：南郷村立〉へ統合）[64][注釈 17]

### 三戸郡

#### 三戸町
- 三戸町立三戸中学校〈初代〉（1975年統合により三戸中〈2代目〉へ）[65]
- 三戸町立斗川中学校（同上）[65]
- 三戸町立猿辺中学校（同上）[65]
- 三戸町立大舌中学校（1997年三戸中〈2代目〉へ統合）[65]
- 三戸町立三戸中学校〈2代目〉（2013年三戸小と統合し小中一貫三戸学園へ）[65]
- 三戸町立杉沢中学校（2021年休校、2022年三戸学園へ統合）[66]

#### 田子町
- 田子町立上郷中学校水亦分校（1985年）[67]
- 田子町立上郷中学校〈2代目〉（2003年）[67]

上郷村（1955年・田子町〈新〉を新設）
- 上郷村立上郷中学校〈初代〉（1949年統合により上郷中〈2代目〉へ）[67]
- 上郷村立原中学校（同上）[67]
- 上郷村立遠瀬中学校（同上）[67]
- 上郷村立関中学校（同上）[67]

#### 南部町
- 南部町立杉沢中学校（2023年南部町立福地中学校へ統合）[68]

南部町〈旧〉（2006年・南部町を新設）
- 南部町立向中学校（1961年統合により南部町立南部中学校へ）[69]
- 南部町立平良崎中学校（同上）[69]

福地村（2006年・南部町を新設）
- 福地村立地引中学校（1959年統合により南部町立福地中学校〈当時:福地村立〉へ）[70]
- 福地村立福田中学校（同上）[70]

#### 新郷村
- 新郷村立川代中学校（1980年統合により新郷村立新郷中学校へ）[71]
- 新郷村立小坂中学校（同上）[71]
- 新郷村立戸来中学校（同上）[71]
- 新郷村立野沢中学校（2021年新郷中へ統合、校舎は野沢中を使用）[72]